# Хоменки (Лубенський район)
Хоменки́ —  село в Україні, у Хорольській міській громаді Лубенського району Полтавської області. Населення становить 98 осіб. До 2020 орган місцевого самоврядування — Мусіївська сільська рада.

## Географія
Село Хоменки знаходиться на відстані 0,5 км від села Шкилі. Через село проходить автомобільна дорога Т 1709.

## Історія
12 червня 2020 року, відповідно до розпорядження Кабінету Міністрів України № 721-р «Про визначення адміністративних центрів та затвердження територій територіальних громад Полтавської області», село увійшло до складу Хорольської міської громади..
19 липня 2020 року, в результаті адміністративно - територіальної реформи та ліквідації Хорольського району, село увійшло до складу новоутвореного Лубенського району.